# Château fort de Péronne
Le Château de Péronne est un château médiéval situé dans la ville de Péronne, dans l'est du département de la Somme.

## Historique

### Une résidence royale
À l'époque mérovingienne existait à Péronne une résidence royale où résida Radegonde de Poitiers au VIe siècle. Au siècle suivant, Erchinoald, maire du palais de Neustrie y accueillit Fursy de Péronne. En 884, la résidence royale fut incendiée par les Vikings.
Le comte de Vermandois fit par la suite construire le château et les fortifications de la ville. C'est dans le château que le roi Charles le Simple fut retenu prisonnier de 923 à 929 par Herbert II de Vermandois.

### Un château philippien
C'est au début du XIIIe siècle, que le château, redevenu résidence royale, prit son aspect actuel. Le roi Philippe Auguste fit construire un château typique de l'architecture philippienne avec quatre tours de grès reliées par des murailles en briques bordées de fossés et une porte d'entrée avec pont-levis et herse. En 1214, le roi y retint captif Renaud de Dammartin, comte de Boulogne, défait à la bataille de Bouvines. Un donjon était situé dans la partie ouest du château; il a été détruit au cours du Siège de Péronne en 1536.
C'est dans ce château que le roi Louis XI fut retenu prisonnier par Charles le Téméraire, duc de Bourgogne en octobre 1468.
La forteresse fut transformée au XVIIe siècle afin de résister aux attaques de l'artillerie.

### Le château au XXe siècle
Jusqu'en 1914, le château garda une activité militaire de magasins et d'armurerie. Les tours furent endommagées pendant la Bataille de la Somme. En 1924, trois tours et courtines les reliant sont classées monument historique.
Depuis 1992, le château abrite l'entrée de l'Historial de la Grande Guerre.

### Galerie de cartes postales anciennes du château

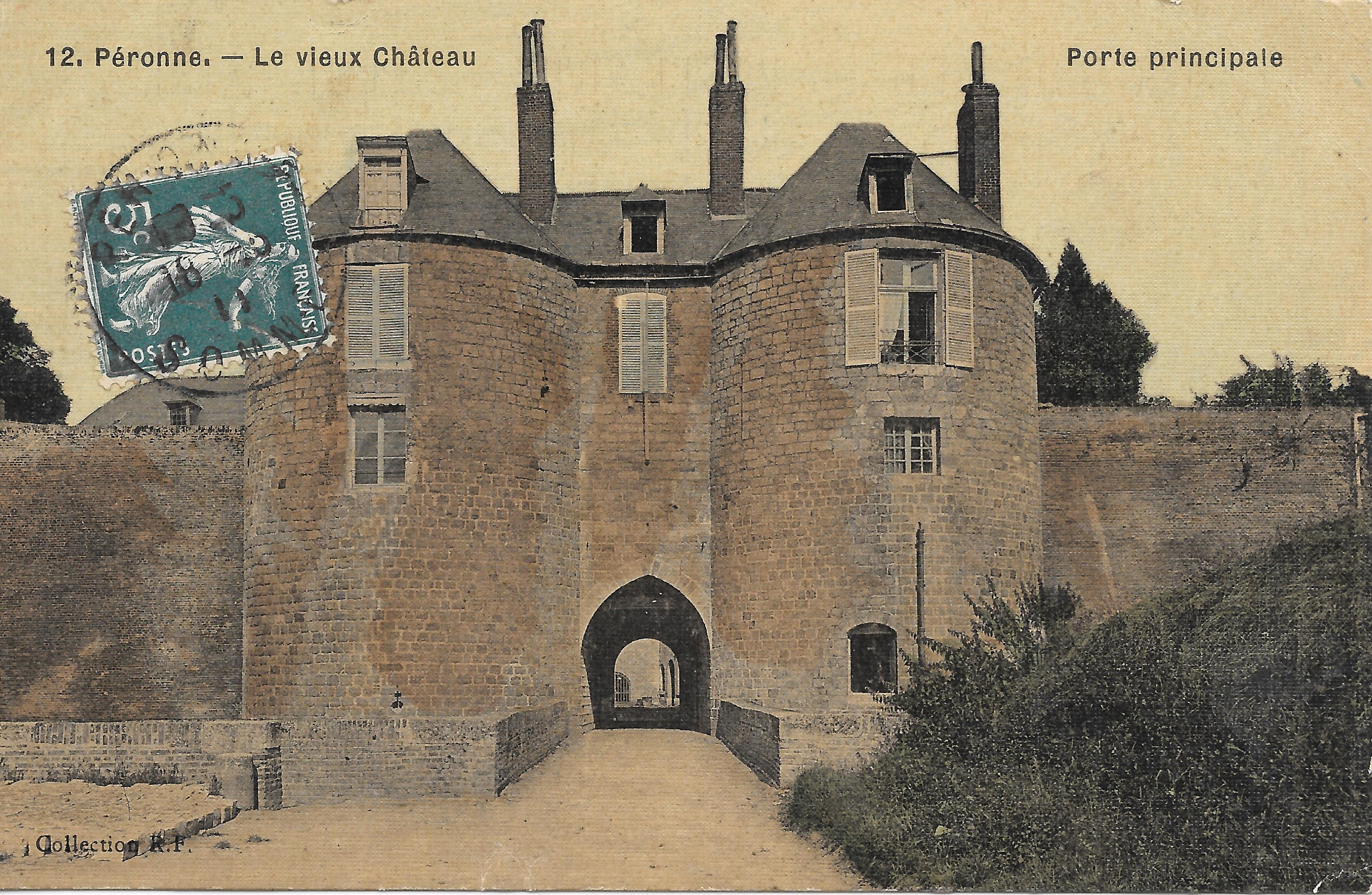
Entrée du château vers 1910.
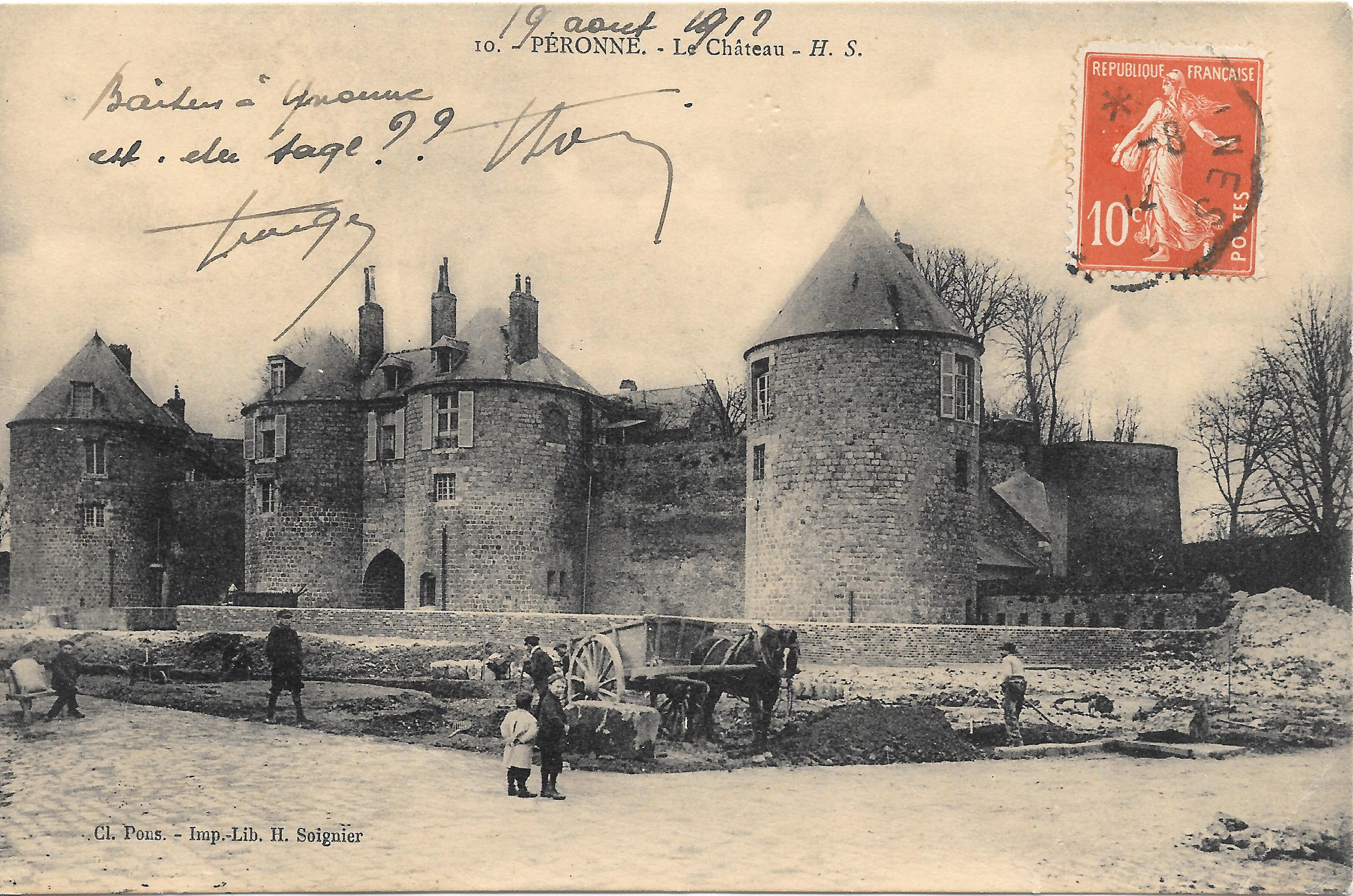
Le château vers 1910.
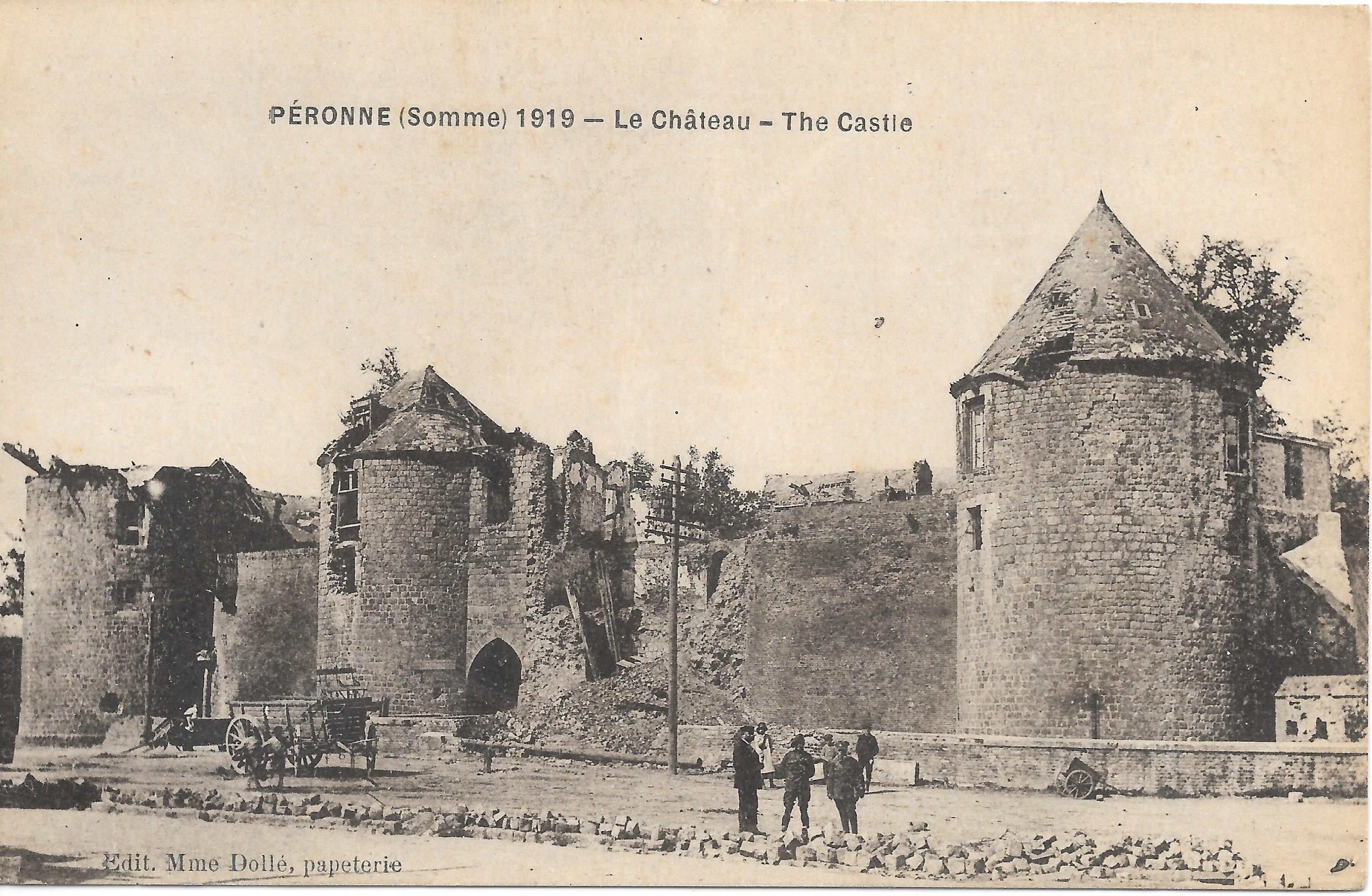
Le château à la suite des destructions de la guerre 1914-1918.

## Caractéristiques
Le château aujourd'hui offre au regard quatre tours rondes en grès dont deux défendent l'entrée unique de la forteresse, en façade.
Une fois la porte d'entrée franchie, on pénètre dans la cour intérieure et on aperçoit les ruines de la résidence du gouverneur datant du XVIIIe siècle. À gauche de ce bâtiment, se trouvent les magasins de manutention et les fours à pain. À droite se trouvait la chapelle aujourd'hui disparue et un puits.
À proximité du puits, des marches conduisent aux salles souterraines des tours. On y voit des salles à meurtrières, des cachots, une galerie avec des niches servant à stocker des vivres et des munitions.
Dans les parties hautes, se trouve la salle de garde et deux salles voûtées de brique. On pénètre dans la tour de gauche par un souterrain d'une trentaine de mètres. On distingue dans les murs de la tour des meurtrières, des couleuvrines dont trois sont orientées vers l’extérieur et une vers la cour intérieure. En haut d'un escalier, on accède aux terrasses du haut desquelles on domine la ville et l'étang du Cam.
Ces parties du château ne se visitent pas.

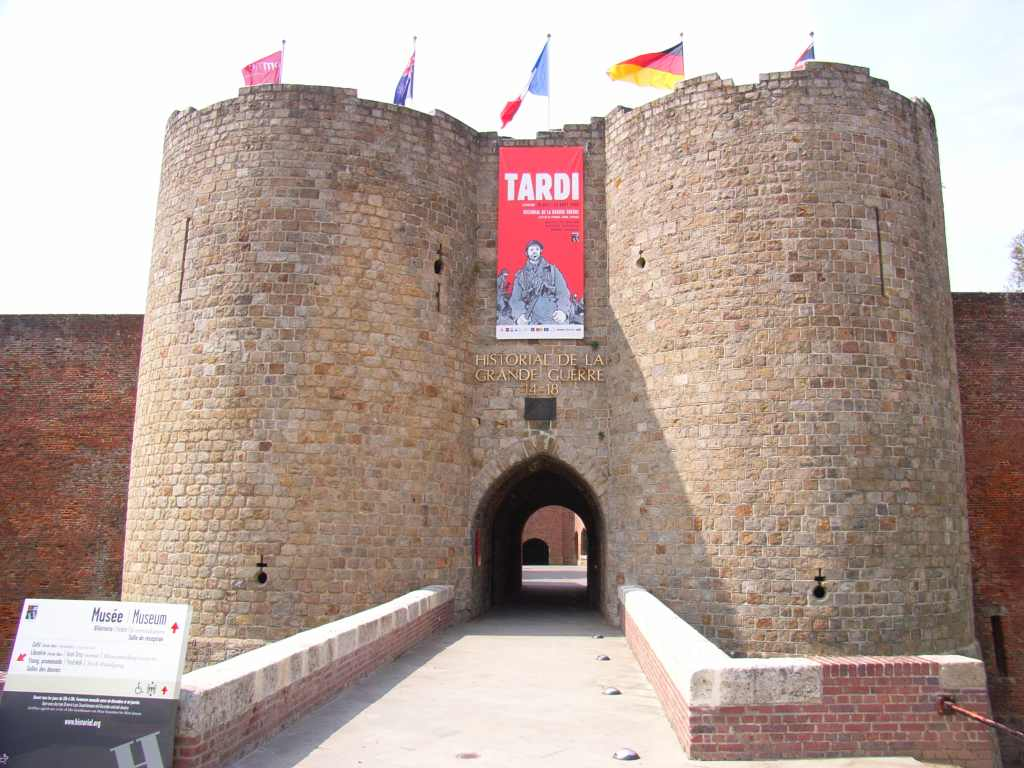
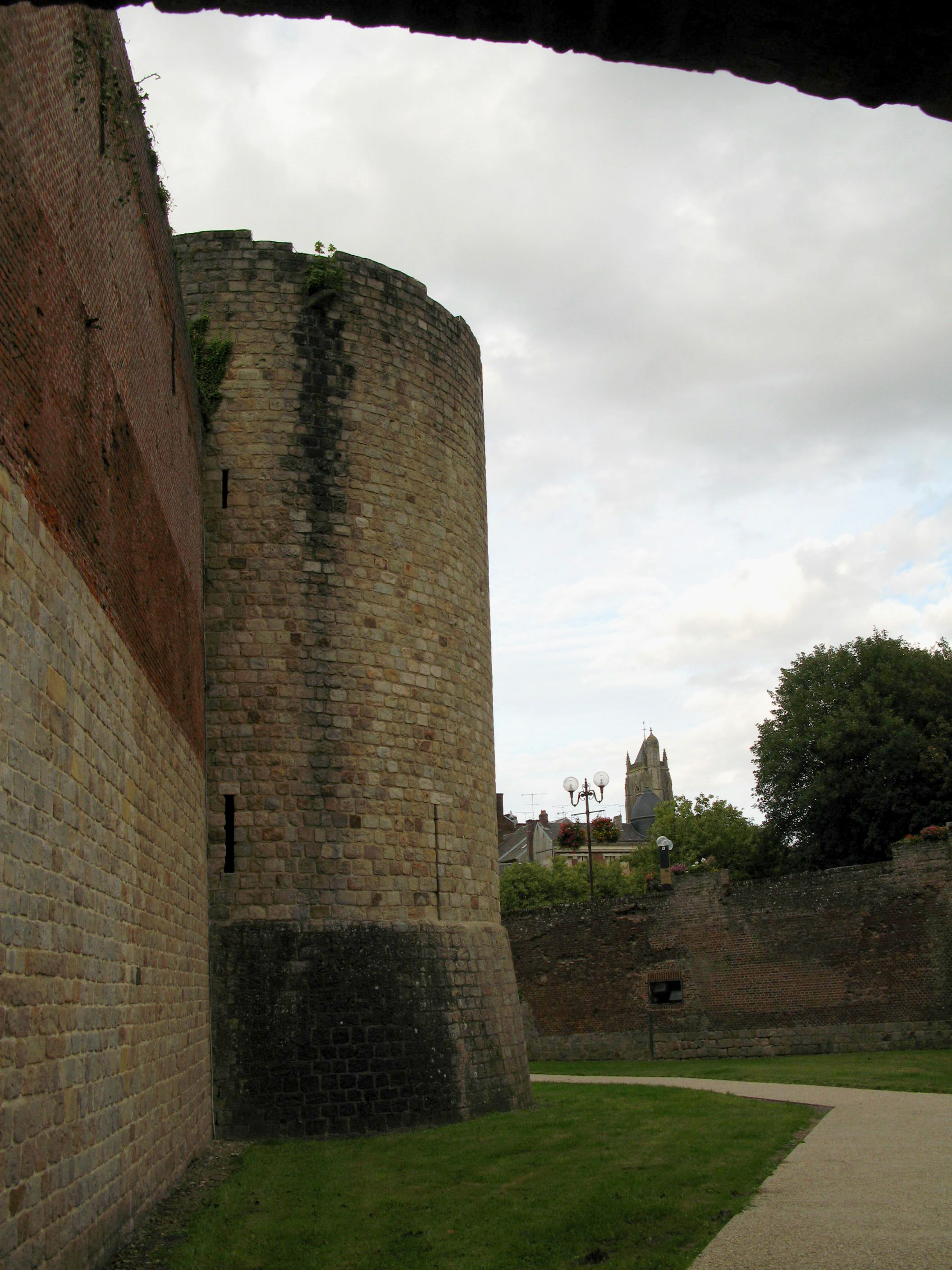
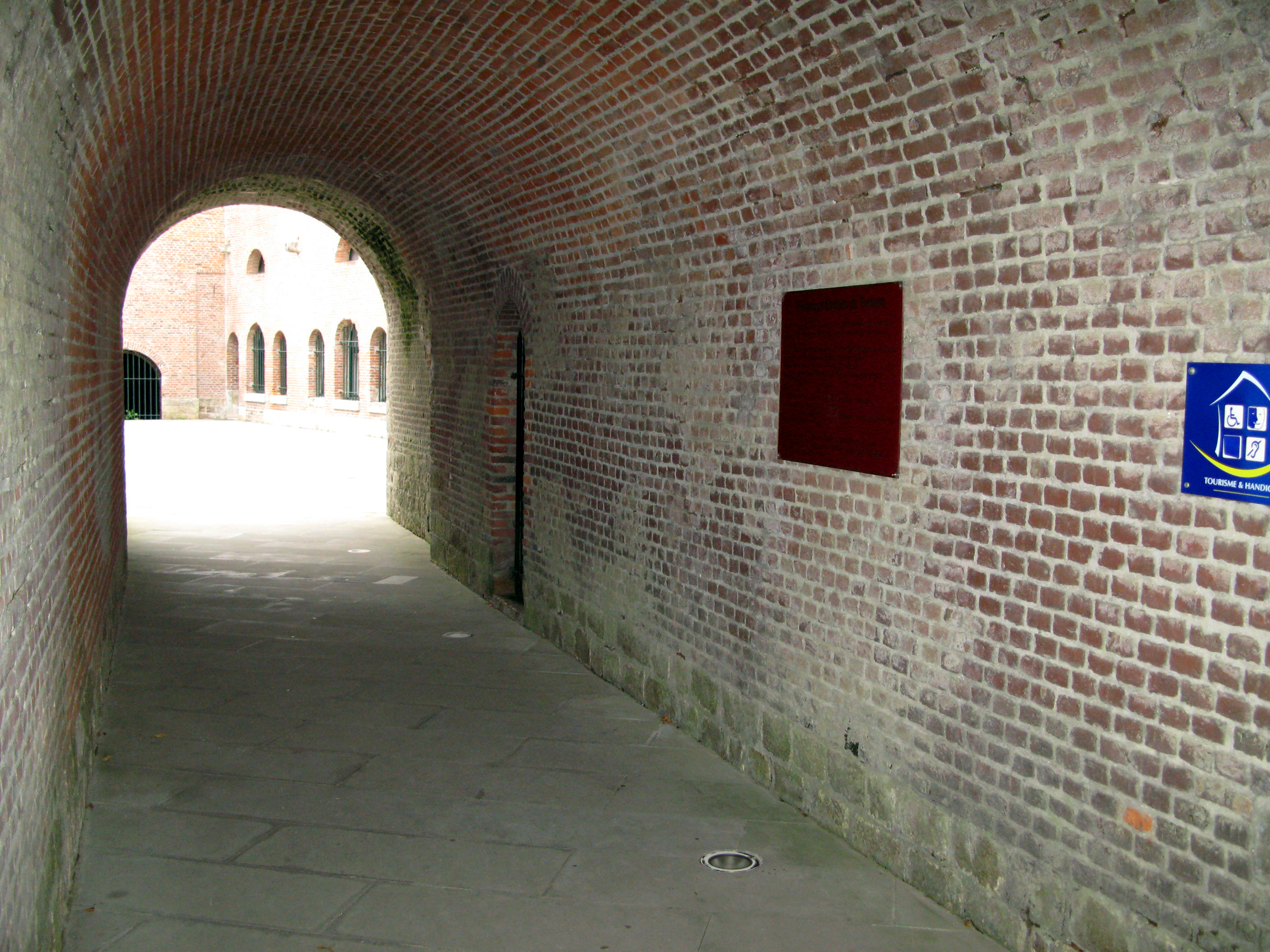

## Bibliographie

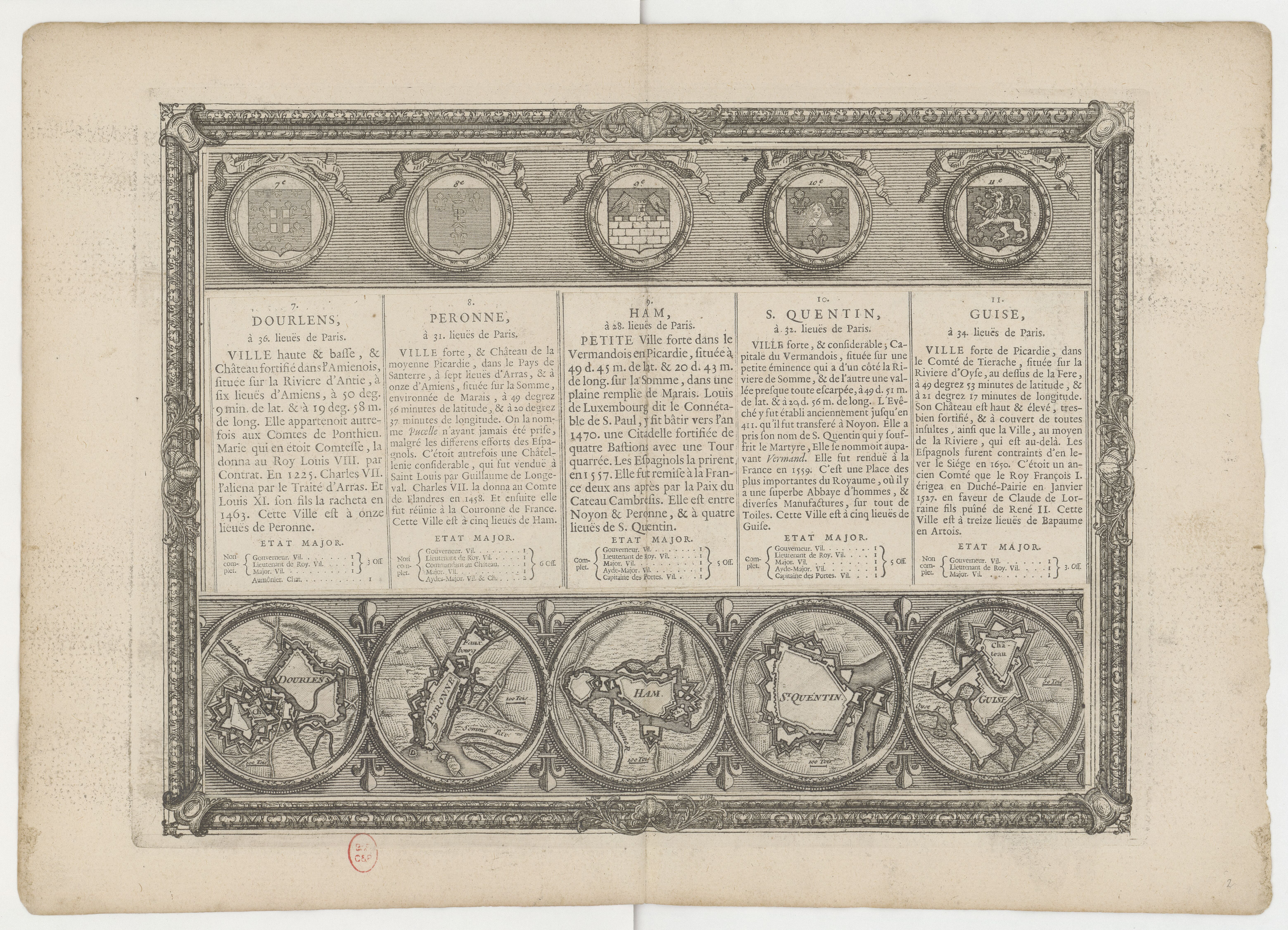
Péronne dans lAtlas topographique de Pierre Lemau de La Jaisse en 1749.